# Överhogdal
Överhogdal är kyrkby i Överhogdals socken i Härjedalens kommun i nordöstra Härjedalen i en kil mellan Jämtland, Medelpad och Hälsingland. 
Orten genomkorsas av Europaväg 45 och är riksbekant för Överhogdalsbonaderna vars historia presenteras på Överhogdals forngård.  

## Föreningsliv
Missionsförsamlingen i Överhogdal blev tillräckligt stor för att ett bönhus kunde byggas i byn 1922. Sedan 2009 har motorcykelklubben Hog Valley MC sitt klubbhus i det före detta bönhuset.

## Personer från Överhogdal
- Sjul Svensson, Sveriges äldsta levande man vid sin död 1902